# Henry Street Settlement
El Henry Street Settlement  es un edificio histórico ubicado en Nueva York, Nueva York. El Henry Street Settlement se encuentra inscrito como un Hito Histórico Nacional en el Registro Nacional de Lugares Históricos desde el 13 de septiembre de 1974.  1 acre (0.40 ha) diseñó Henry Street Settlement.

## Ubicación
El Henry Street Settlement se encuentra dentro del condado de Nueva York en las coordenadas 40°42′50″N 73°59′07″O / 40.713889, -73.985278.